# 체인텍

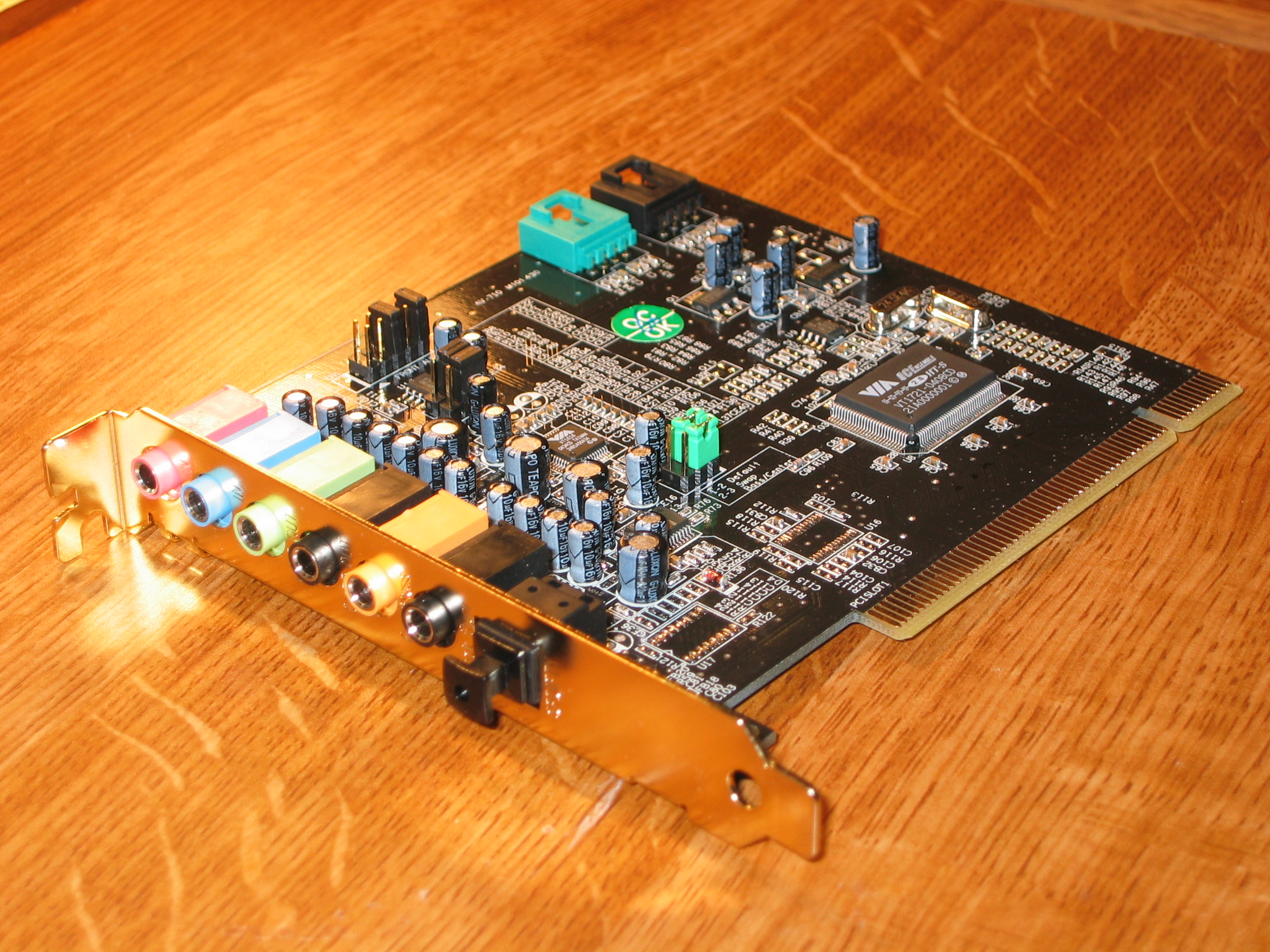
비아 Envy 칩셋을 장착한 체인텍 AV-710 사운드 카드

체인텍(Chaintech Computer Co. Ltd)은 1986년 11월에 세워진 중화민국의 컴퓨터 하드웨어 제조업체이다. 이 기업은 2005년에 Walton Chaintech Corporation라는 이름으로 변경하였다. 체인텍은 전 세계에 약 1,100명의 직원을 두고 있다. 그래픽 카드와 메인보드를 제조하는 것으로 잘 알려져 있지만 사운드 카드, 모뎀, 메모리 모듈도 생산한다. 타이완 타이페이에 본사를 두고 있지만 홍콩, 베이징, 선전, 대한민국, 시드니, 캘리포니아, 파리, 모스크바 등 여덟 군데의 사무소를 보유하고 있다.

## 같이 보기
- 대만의 기업 목록